# Jean d’Orléans (1965)

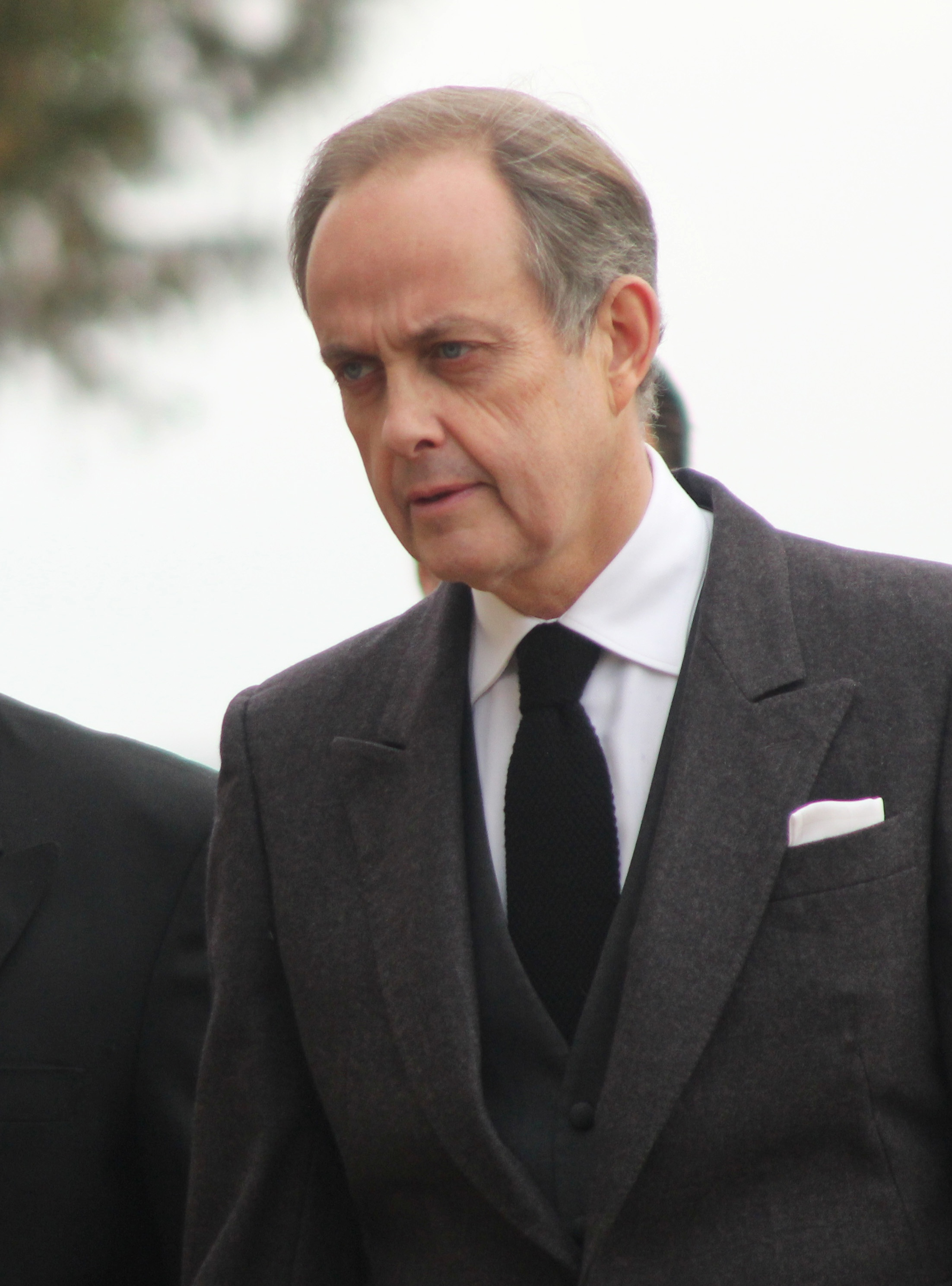
Jean d’Orléans, Graf von Paris (2019)

Jean Charles Pierre Marie d’Orléans, Graf von Paris (* 19. Mai 1965 in Boulogne-Billancourt) ist der gegenwärtige Chef des Hauses Orléans, das von 1830 bis 1848 als letzte Linie des Hauses Bourbon über Frankreich herrschte.

## Leben
Jean d’Orléans ist ein Sohn von Henri d’Orléans (1933–2019), dem vorigen Chef des Hauses Orléans, der als Henri VII. (Heinrich VII.) bzw. Graf von Paris dessen Prätendent auf den französischen Thron war. Die Mutter von Jean ist die seit 1984 geschiedene erste Frau von Henri, Marie Therese von Württemberg, eine Schwester von Carl Herzog von Württemberg, dem früheren Chef des Hauses Württemberg.
Das Haus Orléans war von 1886 bis 1950 durch Gesetz aus Frankreich exiliert; erst der Großvater Henri d’Orléans konnte danach zurückkehren. Den privatrechtlichen Titel eines Herzogs von Vendôme trägt Jean d’Orléans seit dem 27. September 1987, den des Dauphin von Viennois seit dem 19. Juni 1999. 2006 wurde er von seiner Familie zum Dauphin de France ernannt, wodurch sein älterer Bruder, François d’Orléans († 2017) aus der Erbfolge herausgenommen wurde, weil er und seine jüngere Schwester, Blanche, geistig behindert sind. Seit dem Tod seines Vaters 2019 führt er als Chef des Hauses Frankreich die Titel Graf von Paris, Herzog von Frankreich. Es handelt sich dabei um privatrechtlich benutzte Erstgeburtstitel nach dem historischen Hausgesetz des vormals regierenden französischen Königshauses der Kapetinger, die von heutigen französischen Gerichten als reine Höflichkeitstitel bezeichnet, jedoch als solche auch verwendet werden, und ebenso von Politik und Presse. Die gebräuchliche Anrede lautet Monseigneur. 
Jean d’Orléans studierte Philosophie und Rechtswissenschaften, unter anderem in Kalifornien. Er arbeitet in Frankreich im Bankensektor. Der jeweilige Graf von Paris steht auch der Familienstiftung Fondation Saint-Louis als Ehrenpräsident vor, die das Erbe und Kulturgut des Hauses Orléans verwaltet, zu dem das als Familienmuseum genutzte Schloss Amboise, die Stammburg Bourbon-l’Archambault und der Wohnsitz Schloss Dreux mit der Grabkapelle der Orléans gehören.
Jean d’Orléans wollte 2001 Tatjana Herzogin von Oldenburg (* 1974) heiraten. Die Hochzeit wurde jedoch in letzter Minute abgesagt, weil sein Vater fürchtete, dass die Heirat mit einer Protestantin die Thronansprüche seines Sohnes schwächen könnte. Im März 2009 heiratete Jean d’Orléans Philomena de Tornos, Tochter des Don Alfonso de Tornos y Zubiría und der Maria Antonia (Edle von) Steinhart. Ihr Großvater Juan de Tornos y Espelíus war der Privatsekretär von Don Juan de Borbón y Battenberg, dem Vater von König Juan Carlos.

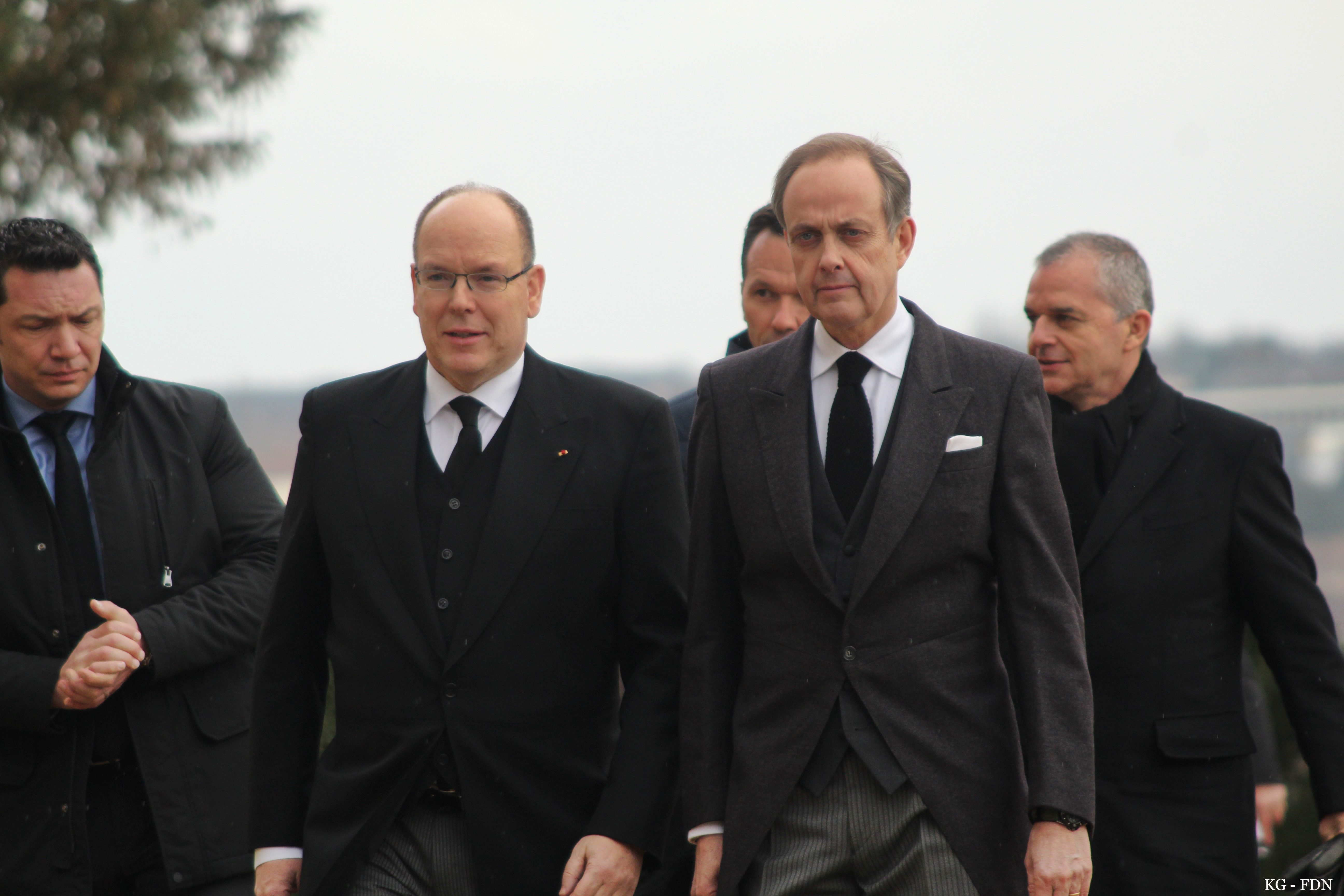
Jean d’Orléans neben Fürst Albert II. von Monaco 2019 bei der Beerdigung seines Vaters Henri d’Orléans in Dreux

Mit ihr zusammen hat er sechs Kinder:
- Gaston Louis Antoine Marie (* 2009)
- Antoinette Léopoldine Jeanne Marie (* 2012)
- Louise-Marguerite Éléonore Marie (* 2014)
- Joseph Gabriel David Marie (* 2016)
- Jacinthe Élisabeth-Charlotte Marie (* 2018)
- Alphonse Charles François Marie (* 2023)

Als französischer König trüge Jean d’Orléans den Namen Jean IV. (Johann IV.). Die Verfechter seines Thronanspruchs, die Orléanisten, stehen im Gegensatz zu den „Legitimisten“, deren Thronprätendent Louis Alphonse de Bourbon ist.